# Marlothiella gummifera
Marlothiella gummifera är en flockblommig växtart som beskrevs av H.Wolff. Marlothiella gummifera ingår i släktet Marlothiella och familjen flockblommiga växter. Inga underarter finns listade i Catalogue of Life.